# Río Rancho Grande
El río Rancho Grande es un río brasileño del estado de Santa Catarina. Forma parte de la Cuenca del Plata, pasa por los municipios de Presidente Castelo Branco, Concórdia, Peritiba y Alto Bela Vista y con rumbo noreste a sudoeste se dirige hacia el río Uruguay donde desemboca.
- Datos: Q3432628